# Kalgan, Western Australia
Kalgan är en del av en befolkad plats i Australien. Den ligger i kommunen Albany och delstaten Western Australia, omkring 380 kilometer sydost om delstatshuvudstaden Perth. Antalet invånare är 577.
Närmaste större samhälle är Albany, omkring 19 kilometer sydväst om Kalgan. 
Trakten runt Kalgan består till största delen av jordbruksmark. Runt Kalgan är det mycket glesbefolkat, med 3 invånare per kvadratkilometer. Genomsnittlig årsnederbörd är 688 millimeter. Den regnigaste månaden är september, med i genomsnitt 107 mm nederbörd, och den torraste är februari, med 12 mm nederbörd.